# Gorgota, Dâmbovița
Gorgota este un sat în comuna Răzvad din județul Dâmbovița, Muntenia, România.
 Acest articol despre o localitate din județul Dâmbovița este deocamdată un ciot. Puteți ajuta Wikipedia prin completarea lui.